# Thiruvidaimaruthur
Thiruvidaimaruthur är en ort i Indien.   Den ligger i distriktet Thanjavur och delstaten Tamil Nadu, i den södra delen av landet, 2 000 km söder om huvudstaden New Delhi. Thiruvidaimaruthur ligger 29 meter över havet och antalet invånare är 14 183.
Terrängen runt Thiruvidaimaruthur är mycket platt. Runt Thiruvidaimaruthur är det tätbefolkat, med 683 invånare per kvadratkilometer. Närmaste större samhälle är Kumbakonam, 7,8 km sydväst om Thiruvidaimaruthur. Trakten runt Thiruvidaimaruthur består till största delen av jordbruksmark.